# John Shurna
John William Shurna (Glen Ellyn, 30 aprile 1990) è un cestista statunitense con cittadinanza lituana.

## Carriera
Dopo quattro stagioni alla Northwestern University, ha firmato il suo primo contratto da professionista con lo Strasburgo. In massima serie francese ha raggiunto i play-off, perdendo tuttavia la finale contro il Nanterre. Dopo una stagione in Francia, è stato ingaggiato dal FIATC Joventut per disputare la Liga ACB.
Con gli Stati Uniti under 19 ha vinto l'oro ai Mondiali 2009 di categoria.

## Statistiche

### College
| Anno      | Squadra             | PG  | PT  | MP   | TC%  | 3P%  | TL%  | RP  | AP  | PRP | SP  | PP   |
| --------- | ------------------- | --- | --- | ---- | ---- | ---- | ---- | --- | --- | --- | --- | ---- |
| 2008-2009 | Northwest. Wildcats | 31  | 31  | 18,5 | 46,6 | 34,7 | 74,5 | 3,0 | 1,0 | 0,5 | 0,6 | 7,3  |
| 2009-2010 | Northwest. Wildcats | 34  | 34  | 36,4 | 45,9 | 35,5 | 77,5 | 6,4 | 2,6 | 0,8 | 0,9 | 18,2 |
| 2010-2011 | Northwest. Wildcats | 32  | 29  | 34,0 | 48,1 | 43,4 | 70,7 | 4,9 | 2,6 | 1,1 | 1,0 | 16,6 |
| 2011-2012 | Northwest. Wildcats | 33  | 33  | 37,3 | 46,3 | 44,0 | 75,3 | 5,4 | 2,8 | 1,2 | 1,6 | 20,0 |
| Carriera  | Carriera            | 130 | 127 | 31,8 | 46,7 | 40,1 | 74,5 | 5,0 | 2,3 | 0,9 | 1,0 | 15,7 |

### Eurocup
| Anno       | Squadra         | PG  | PT | MP   | TC%  | 3P%  | TL%  | RP  | AP  | PRP | SP  | PP   |
| ---------- | --------------- | --- | -- | ---- | ---- | ---- | ---- | --- | --- | --- | --- | ---- |
| 2015-2016  | Valencia        | 16  | 1  | 19,2 | 46,2 | 39,1 | 66,7 | 3,1 | 1,2 | 0,3 | 0,4 | 6,8  |
| 2016-2017  | Cedevita Junior | 10  | 0  | 17,1 | 44,9 | 35,7 | 66,7 | 2,9 | 0,4 | 0,2 | 0,1 | 5,8  |
| 2017-2018  | Andorra         | 10  | 6  | 20,3 | 39,2 | 31,4 | 81,8 | 2,6 | 0,4 | 0,4 | 0,4 | 6,9  |
| 2018-2019  | Andorra         | 21  | 15 | 24,4 | 55,2 | 50,0 | 88,6 | 3,4 | 1,1 | 0,5 | 0,4 | 10,4 |
| 2020-2021  | Gran Canaria    | 20  | 13 | 25,3 | 47,2 | 40,4 | 55,9 | 5,2 | 0,8 | 1,2 | 0,4 | 8,8  |
| 2021-2022  | Gran Canaria    | 15  | 10 | 24,6 | 53,2 | 51,9 | 76,0 | 4,3 | 1,2 | 0,7 | 0,2 | 10,8 |
| 2022-2023† | Gran Canaria    | 19  | 16 | 23,5 | 54,1 | 48,5 | 86,5 | 3,6 | 1,3 | 0,7 | 0,1 | 11,7 |
| 2023-2024  | Gran Canaria    | 14  | 12 | 22,2 | 43,0 | 46,2 | 64,3 | 3,1 | 0,6 | 0,6 | 0,1 | 7,6  |
| Carriera   | Carriera        | 125 | 73 | 22,6 | 49,4 | 44,3 | 75,6 | 3,7 | 0,9 | 0,6 | 0,3 | 9,0  |

## Palmarès

### Squadra
- Campionato croato: 1

Cedevita Zagabria: 2016-17
- Coppa di Croazia: 1

Cedevita Zagabria: 2017
- Liga catalana: 1

Andorra: 2018
- Eurocup: 1

Gran Canaria: 2022-23

### Individuale
- All-Eurocup First Team: 1

Gran Canaria: 2022-23
- Eurocup Finals Mvp: 1

Gran Canaria: 2022-23